# Alfredo Antoniozzi
Alfredo Antoniozzi, né le 18 mars 1956, est un ancien député européen italien membre du parti du Peuple de la liberté. Il fait partie du groupe du Parti populaire européen.